# Francesco Carlo Rusca

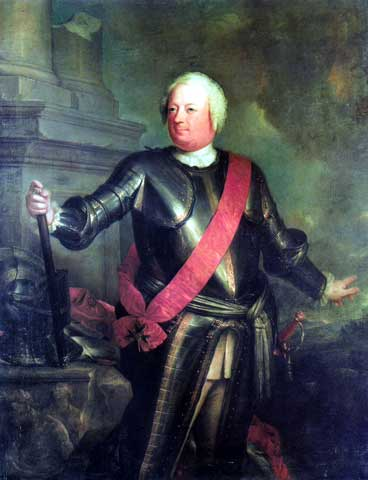
Friedrich Wilhelm I. von Preussen

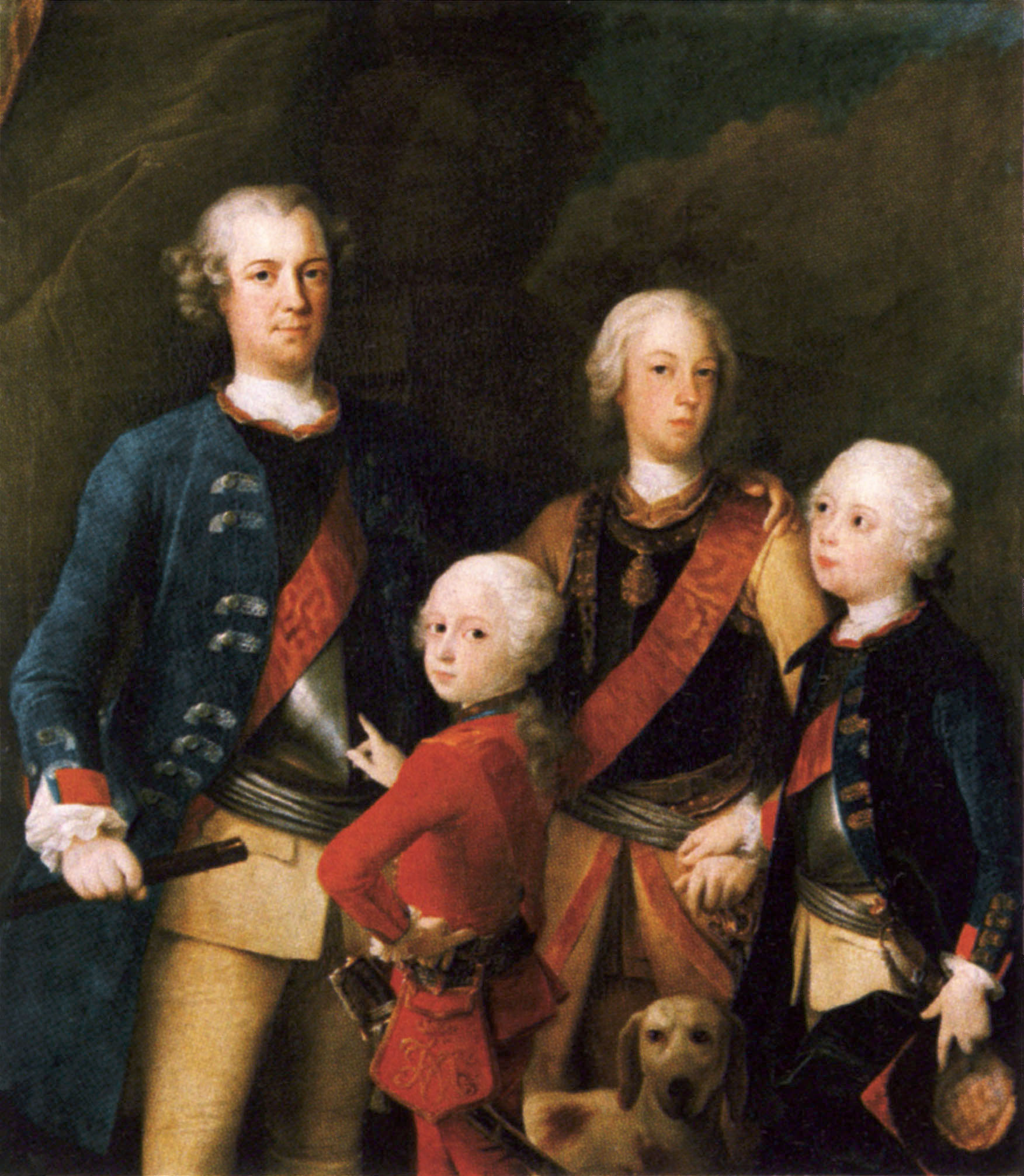
Portrait der Söhne König Friedrich Wilhelms I. von Preussen. Die Zuschreibung ist strittig.

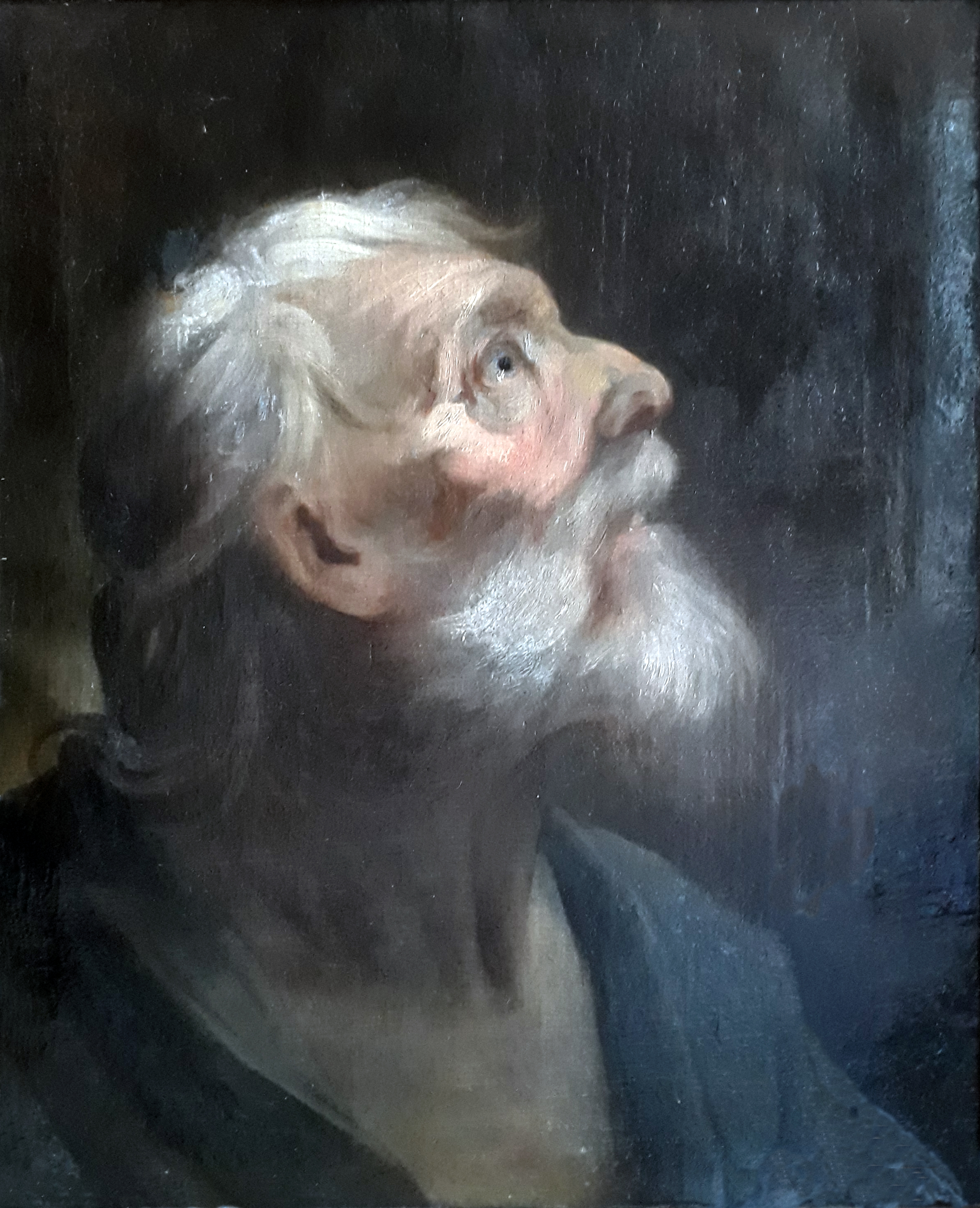
Die Vision von Johannes dem Evangelisten (1737)

Francesco Carlo Rusca oder Carlo Francesco Rusca (auch Ritter von Rusca) (* 1. Januar 1693 in Torricella-Taverne/Tessin; † 11. Mai 1769 in Mailand) war ein Schweizer Maler, der in seiner Zeit vor allem für seine Porträts bekannt war.

## Leben und Wirken

### Frühzeit
Rusca wurde in Torricella im Tessin geboren. Über seine Frühzeit ist nur wenig bekannt. Er studierte zunächst Rechtswissenschaften in Turin und promovierte auch. Danach ging er zur Ausbildung als Maler nach Venedig und wurde Schüler von Jacopo Amigoni bis zu dessen Weggang aus Venedig 1717. Er studierte insbesondere die Werke von Tizian und Paolo Veronese, an deren Stil er sich eng anlehnte. Bereits seine ersten Porträts über Personen der sardischen Königsfamilie erregten Aufsehen. Nach seiner Ausbildung war er zunächst in der Schweiz tätig, in Solothurn und Bern.
Er war bereits mit jungen Jahren mit der aus St. Blasien stammenden Maria Theresia Schmidt, geboren am 26. Mai 1704, verheiratet. Sie hatten einen Sohn, Nikolaus Ruska, geboren am 6. Dezember 1723. Seine Frau starb früh, am 17. Mai 1735 in Urberg. Sein Sohn Nikolaus wurde für die Zeit sehr alt, er starb am 12. Juli 1810 86-jährig in Grafenhausen.

### Arbeiten in Deutschland
Rusca ging 1733 zunächst nach Kassel, auf Einladung und in Diensten des Landgrafen Wilhelm VIII. von Hessen-Kassel, für den er neben anderen Werken ein lebensgrosses Porträt schuf. Er blieb dort bis 1736, ab 1737 war er in Hannover und später in Berlin, wo er Porträts von Mitgliedern der preussischen Königsfamilie anfertigte. Im Jahr 2010 bestritt Helmut Börsch-Supan die Zuschreibung des Porträts der Söhne Friedrich Wilhelms I. zu Rusca zugunsten Georg Lisiewskis wegen Ähnlichkeiten mit Lisiewskis Porträt der Familie eines preussischen Generals und weil ihm das „gravitätische Pathos“ Ruscas fehle. Weitere Stationen Ruscas waren Wolfenbüttel und Braunschweig in den Jahren 1738/1739.

### Zeit in London und Rückkehr nach Italien
1739 liess er sich in London nieder. Seine Porträtmalerei war am englischen Hof ausserordentlich gefragt, König Georg II. verlieh ihm den Titel eines „Cavaliere“, weshalb er auch als Ritter von Rusca geführt wird. Er blieb bis spätestens 1742 in England und kehrte danach nach Italien zurück. In den 1750er Jahren arbeitete er auch für das  Spanische Königshaus. Er arbeitete noch in verschiedenen italienischen Städten, vorwiegend in Mailand, wo er am 11. Mai 1769 starb.
Johann Wolfgang von Goethe kannte seine Werke und schätzte seine Arbeit.

### Überlieferung
Ruscas umfangreiches Werk ist heute in Museen und Sammlungen über ganz Europa verstreut. Aus seiner Kasseler Zeit ist in der Graphischen Sammlung der Staatlichen Museen in Kassel auch noch eine Zeichnung erhalten, sie zeigt den Landgrafen Wilhelm VIII. und ist gefertigt in schwarzer Kreide auf blauem Papier mit weissen Höhungen (Inventarnummer GS 1975/57).